# Lexus USF50

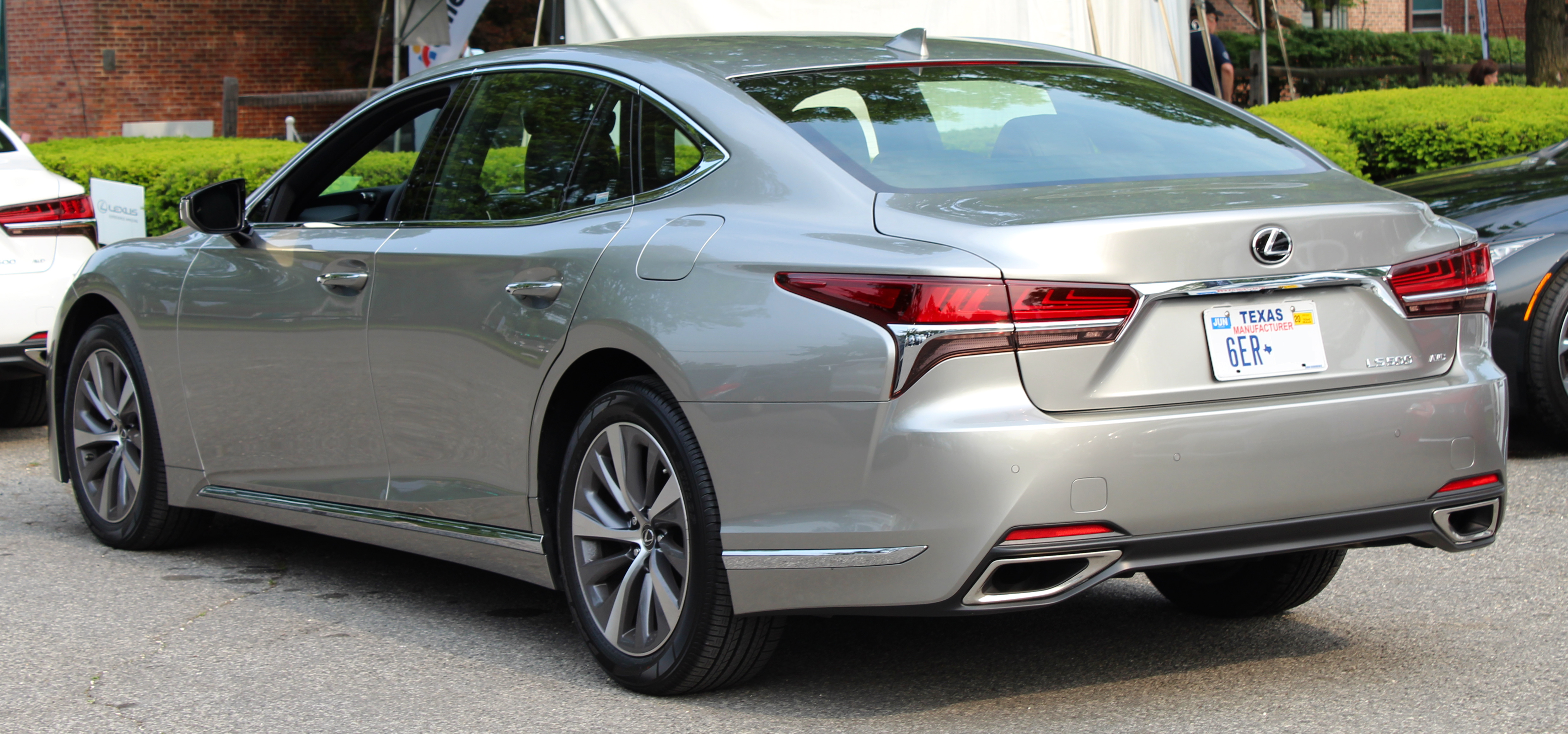
Heckansicht

Die intern  Lexus USF50 bezeichnete Oberklasselimousine der LS-Serie von Lexus wurde erstmals im Januar 2017 auf der North American International Auto Show in Detroit vorgestellt. Bereits auf der Tokyo Motor Show im Oktober 2015 hatte Lexus mit der Brennstoffzellenstudie LF-FC einen optischen Ausblick auf die fünfte LS-Generation gegeben. Die Hybridversion LS 500h debütierte auf dem 87. Genfer Auto-Salon im Frühjahr 2017. Seit dem 20. Januar 2018 wird die neue LS-Generation zu Preisen ab 93.300 Euro verkauft. Anders als beim Coupé LC kommt in der Baureihe erstmals kein V8-Motor mehr zum Einsatz.
Im Juli 2020 präsentierte Lexus eine überarbeitete Version der Baureihe.

## Ausstattung
Die fünfte Generation des LS wird in vier Ausstattungslinien angeboten. Sowohl der LS 500 als auch der LS 500h sind in folgenden Varianten verfügbar:
- Grundversion
- Executive Line
- F Sport[4][5]
- Luxury Line[6]

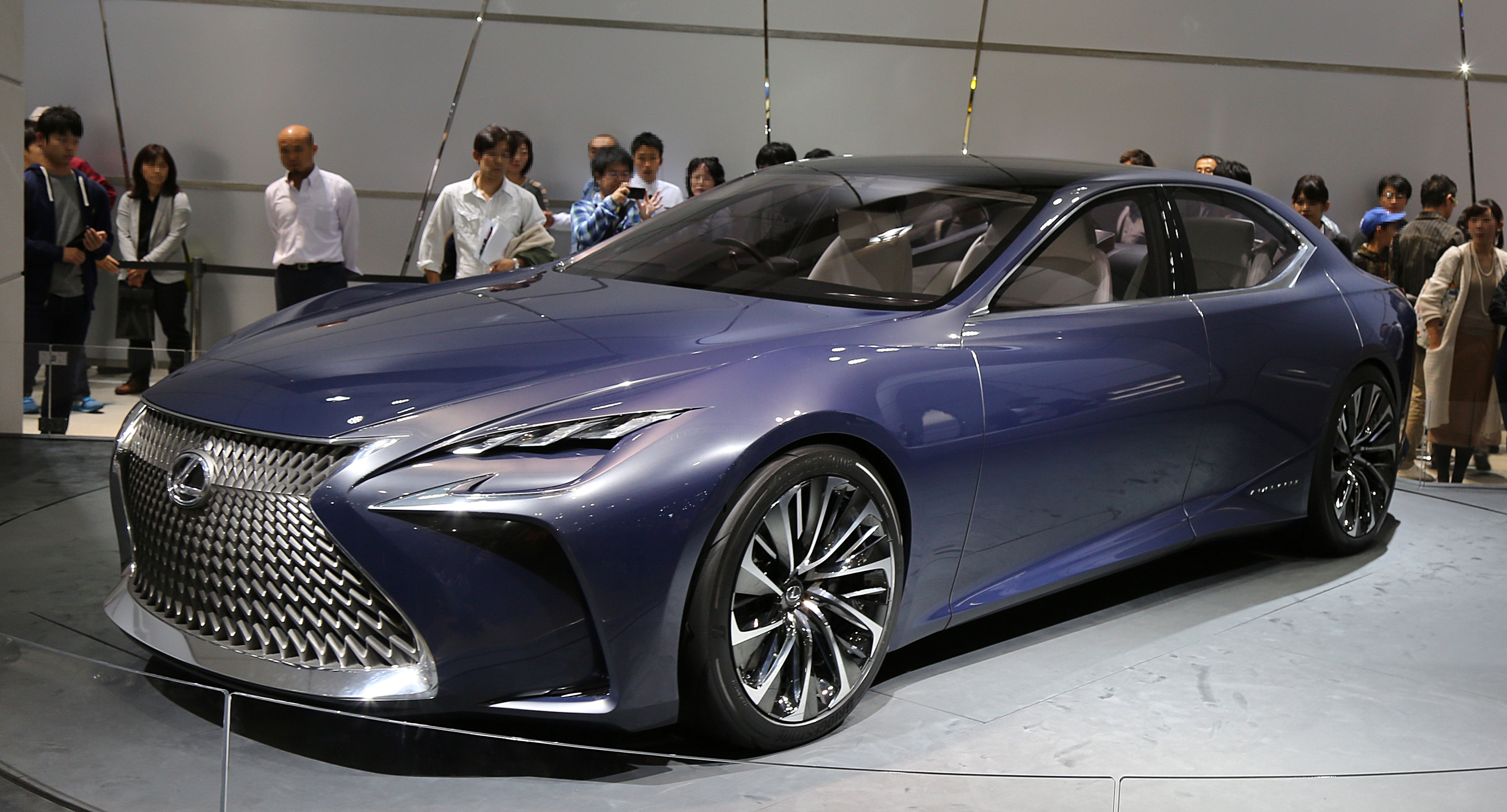
Lexus LF-FC-Studie, Tokyo Motor Show 2015
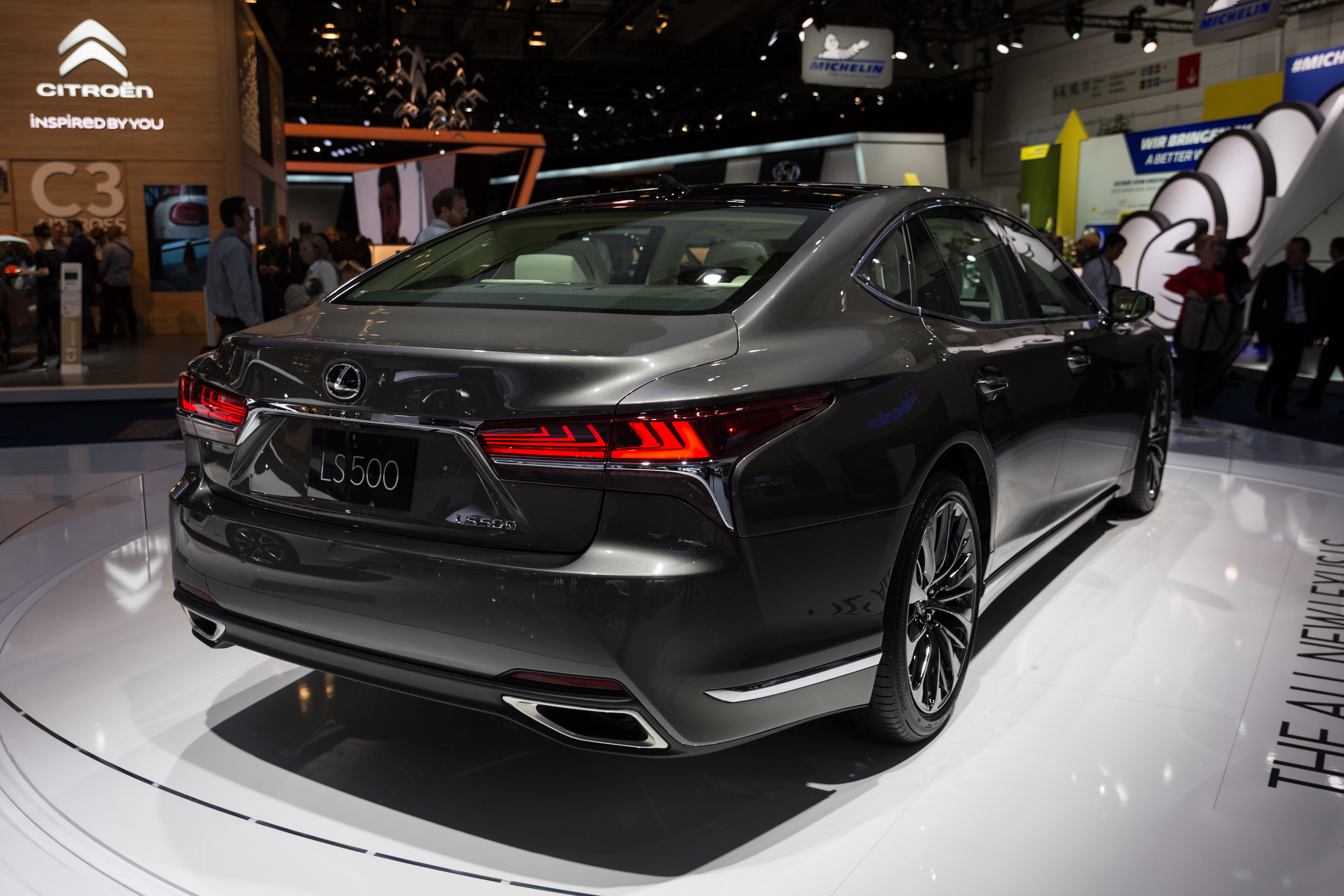
Heckansicht, Leuchtengrafik IAA 2017
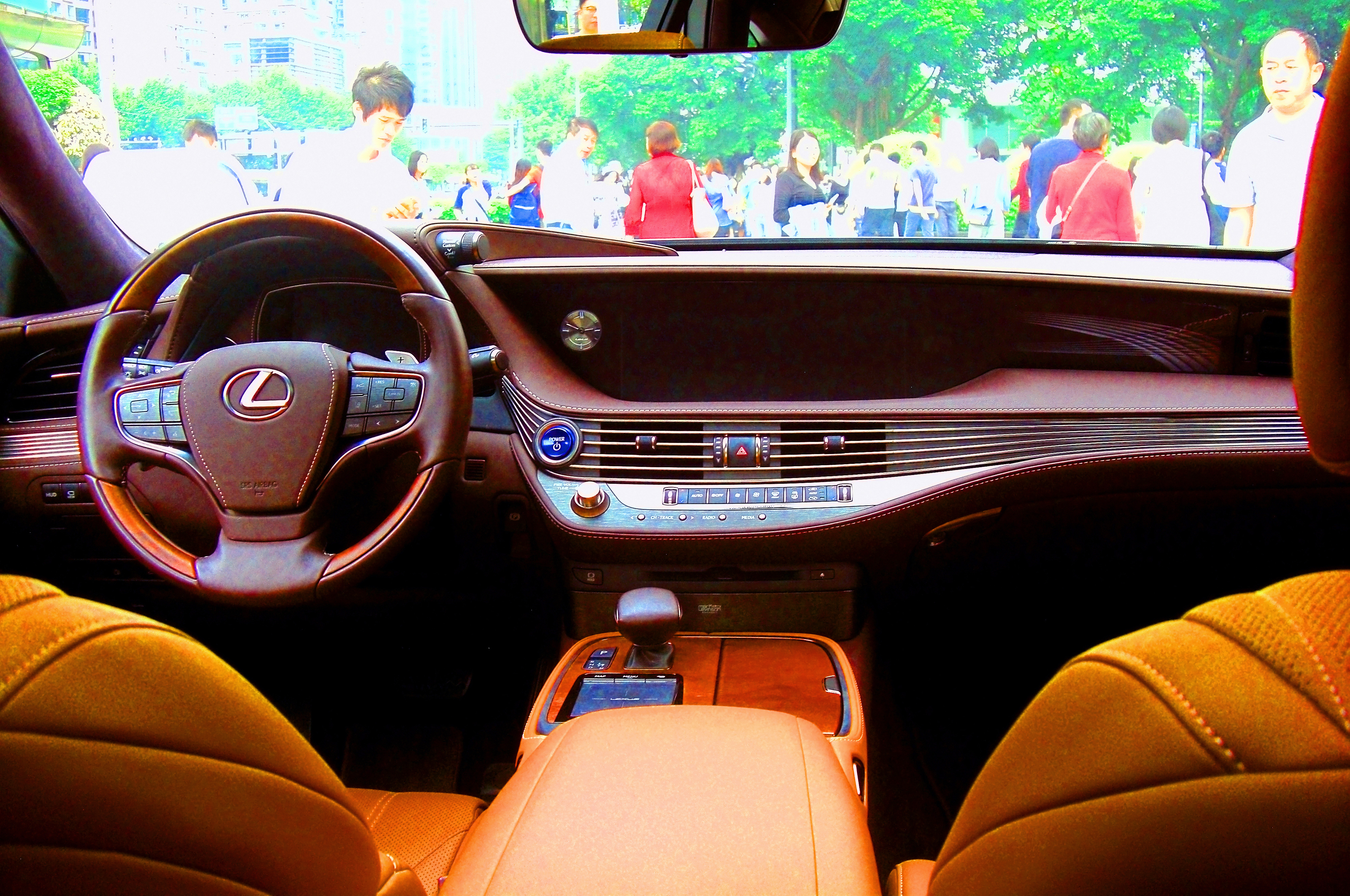
Interieur Lexus LS500h Executive-Line

## Technik
Der Fünfsitzer baut auf der Toyota New Global Architecture (TNGA) GA-L-Plattform auf, die verkürzt auch als Coupé und Cabriolet LC zum Einsatz kommt; sie verwendet hochfeste Stähle und Aluminium. Aus dieser übernimmt der neue LS 500h auch den 264 kW (359 PS) starken Hybridantrieb mit Zehngangautomatik. Im Gegensatz zum Vorgängermodell ist der Antrieb zwar schwächer, der Hersteller nennt dennoch bessere Fahrleistungen bei einem geringeren Kraftstoffverbrauch; der V6-Verbrennungsmotor arbeitet nach dem Atkinson-Prinzip. Die Hybridversion hat eine Reichweite von über 1.300 km. Schon der in Europa nicht angebotene leistungsschwächste LS 350 mit 232 kW (315 PS)-V6-Verbrennungsmotor erreicht eine Höchstgeschwindigkeit von 250 km/h.
Das Fahrzeug kann nahezu autonom fahren und weicht Fußgängern aktiv aus, wenn ein Zusammenstoß nicht zu verhindern wäre. Das Fahrwerk hat vorn und hinten Mehrlenkerachsen mit doppelten Kugelgelenken und ist luftgefedert. Durch die Luftfederung wird die Karosserie zum komfortableren Einsteigen binnen vier Sekunden um 4 cm angehoben. Wie beim Lexus LC ist auch eine Hinterachslenkung verfügbar. Es hat außerdem ein Integriertes Fahrdynamik-Management (Vehicle Dynamics Integrated Management, VDIM). Die Felgen haben schallabsorbierende Hohlräume.
Für die Innenraumverkleidungen werden auf Wunsch handgearbeitete Stoffe verwendet. In der Luxury-Version ist der Platz hinten rechts mit einem vollständigen und elektrisch verstellbaren Liegesitz ausgestattet.

### Modellpflege 2020
Der Akku im Hybridmodell wurde überarbeitet, um das Zusammenspiel mit dem Verbrennungsmotor komfortabler zu machen. Das Fahrwerk wurde an Dämpfern und Stabilisatoren überarbeitet, die Ausleuchtung der LED-Scheinwerfer, die auch eine neue L-förmige Lichtsignatur bekamen, wurde verbessert. Die Sitze erhielten eine weitere Polsterungsschicht. Für die Innenverkleidung werden auch die japanischen Handwerkstechniken Nishijin (eine Webart) und Haku (Walzen von Metall zu einer bis zu zwei Mikrometer dünnen Folie) eingesetzt.

## Technische Daten
|                                                       | LS 350 1                     | LS 500 2                     | LS 500 2                     | LS 500h                           | LS 500h                           |
| Bauzeitraum                                           | seit 01/2018                 | 01/2018–08/2018              | seit 11/2018                 | 01/2018–08/2018                   | seit 11/2018                      |
| Motorbauart und Zylinderanzahl                        | V6-Ottomotor                 | V6-Ottomotor                 | V6-Ottomotor                 | V6-Ottomotor + Elektromotor       | V6-Ottomotor + Elektromotor       |
| Hubraum                                               | 3456 cm³                     | 3444 cm³                     | 3444 cm³                     | 3456 cm³                          | 3456 cm³                          |
| max. Leistung Ottomotor                               | 232 kW (315 PS) bei 6600/min | 307 kW (417 PS) bei 5200/min | 307 kW (417 PS) bei 5200/min | 220 kW (299 PS) bei 6600/min      | 220 kW (299 PS) bei 6600/min      |
| max. Leistung Elektromotor                            | —                            | —                            | —                            | 132 kW (179 PS)                   | 132 kW (179 PS)                   |
| Systemleistung                                        | —                            | —                            | —                            | 264 kW (359 PS)                   | 264 kW (359 PS)                   |
| max. Drehmoment Ottomotor                             | 380 Nm bei 4800–4900/min     | 600 Nm bei 1600–4800/min     | 600 Nm bei 1600–4800/min     | 350 Nm bei 5100/min               | 350 Nm bei 5100/min               |
| max. Drehmoment Elektromotor                          | —                            | —                            | —                            | 300 Nm                            | 300 Nm                            |
| Antrieb, serienmäßig                                  | Hinterradantrieb             | Allradantrieb                | Allradantrieb                | Hinterradantrieb                  | Hinterradantrieb                  |
| Antrieb, optional                                     | —                            | —                            | —                            | (Allradantrieb)                   | (Allradantrieb)                   |
| Getriebe, serienmäßig                                 | 10-Stufen-Automatikgetriebe  | 10-Stufen-Automatikgetriebe  | 10-Stufen-Automatikgetriebe  | 10-Stufen-Automatikgetriebe       | 10-Stufen-Automatikgetriebe       |
| Höchstgeschwindigkeit                                 | 250 km/h (abgeregelt)        | 250 km/h (abgeregelt)        | 250 km/h (abgeregelt)        | 250 km/h (abgeregelt)             | 250 km/h (abgeregelt)             |
| Beschleunigung, 0–100 km/h                            | 6,5 s                        | 4,9 s                        | 4,9 s                        | 5,4 s (5,5 s)                     | 5,4 s (5,5 s)                     |
| Kraftstoffverbrauch (nach EWG-Richtlinie, kombiniert) | 8,8–8,9 l Super              | 9,9 l Super                  | 9,8 l Super                  | 6,2–6,5 l Super (7,0–7,1 l Super) | 6,2–6,4 l Super (6,7–7,1 l Super) |
| CO2-Emission (kombiniert)                             | k. A.                        | 225 g/km                     | 223 g/km                     | 141–147 g/km (158–161 g/km)       | 142–147 g/km (152–162 g/km)       |
| Tankinhalt                                            | 82 l                         | 82 l                         | 82 l                         | 82 l                              | 82 l                              |
| Abgasnorm nach EU-Klassifikation                      | k. A.                        | Euro 6b                      | Euro 6d-TEMP                 | Euro 6b                           | Euro 6d-TEMP                      |

- Werte in runden Klammern für Modelle mit optionalem Antrieb

## Verkaufszahlen
Schon die Vorgängerbaureihen wurden nur zu geringen Teilen in Europa verkauft. Im Jahr 2019 wurden von diesem Modell 248 Fahrzeuge und 2020 bis August 58 Fahrzeuge in Europa verkauft. In Deutschland war 2020 und 2021 die optisch ähnliche, etwas kleinere Limousine ES mit 187 bzw. 199 Zulassungen deutlich erfolgreicher, der LS kam 2021 auf 22 und 2022 auf 20 Neuzulassungen.